# アンゲロス王朝
アンゲロス王朝（アンゲロスおうちょう、ギリシャ語：Άγγελος、ラテン文字表記：Angelos）は、東ローマ帝国の王朝（1185年 - 1204年）。アンゲロス家の王朝であり、家名は「天使」を意味するとも、「アミダ出身」を意味するともいわれる。

## 略歴

### 起源
アンゲロス家の起源は、コンスタンティノス・アンゲロスに求められる。当時のアンゲロス家は下級貴族であったが、コンスタンティノスはその美貌と勇敢さで有名であった。このため、コンスタンティノスは皇帝アレクシオス1世コムネノスとエイレーネー・ドゥーカイナの四女（子ども全体では7番目）となるテオドラ・コムネナの心を射止めた。テオドラは、すでに結婚の経験があったが、最初の夫コンスタンティノス・クルティキオスは、彼女との間に子を残さずに亡くなっていた。
おそらく皇帝アレクシオス1世が崩御した後、コンスタンティノス・アンゲロスとテオドラは結婚した。この結婚に、テオドラの母エイレーネーは反対しており、結婚後の親子の関係は悪化したとされる。
いずれにせよ、コンスタンティノス・アンゲロスとテオドラは、7人の子宝に恵まれた。このうち三男アンドロニコス・アンゲロス・ドゥーカスの子イサキオス2世アンゲロスが、アンゲロス王朝を作ることになる。

### 王朝の成立
コムネノス王朝の東ローマ皇帝であったアンドロニコス1世コムネノスは、そのあまりな強権的な改革から貴族や国民の反発を受けて、1185年にアンドロニコス1世の改革に反対する貴族や首都コンスタンティノープルの市民は、イサキオス2世アンゲロスを擁立して反乱を起こし、アンドロニコス1世を処刑する。そして、新たにイサキオス2世が皇帝として即位することとなり、ここにアンゲロス王朝が成立したのである。アンゲロス家の祖コンスタンティノス・アンゲロスはコムネノス王朝の初代皇帝・アレクシオス1世コムネノスの娘テオドラ・コムネナと結婚しており、イサキオス2世はその孫に当たる。したがって血統的にはコムネノス王朝にも連なっており、彼自身「イサキオス・コムネノス・アンゲロス」と称することも多かった。

### 落日のアンゲロス王朝
イサキオス2世は前の皇帝・アンドロニコス1世の強権的な政治を否定し、政治の緩和に努めた。しかしこれが逆に政治の弛緩を招いた。さらにイサキオス自身が奢侈を好んだために帝国財政の破綻を招いた。対外的にもブルガリア帝国の独立やキプロス島の喪失など失政を重ね、しだいに周囲からの不満を招くこととなる。このため1195年、イサキオス2世の弟・アレクシオス3世アンゲロスが反乱を起こし、兄のイサキオス2世は廃位・去勢され、幽閉された。そしてアレクシオス3世自らがアンゲロス王朝の第2代皇帝として即位したのである。
ところが、このアレクシオス3世は兄以上の暗愚な皇帝で、帝国財政再建のために歴代皇帝の墓所を暴いてその金品を強奪したり、兄が貿易的な利害から厚い親交を持っていたヴェネツィア共和国との関係を断交して、その敵対国と親交を深めるなど、暴政に次ぐ暴政を行なったのである。このため、アレクシオス3世に対する不満が各地から湧き上がった。そして1203年、先のイサキオス2世廃立で国外に逃亡していたイサキオス2世の子・アレクシオス4世アンゲロスがヴェネツィアに集結していた十字軍を莫大な資金を与えることを条件として味方として取り込み、帝位奪還を目指してコンスタンティノープルに侵攻してくる。失政・暴政を繰り返したアレクシオス3世に味方する者はなく、アレクシオス3世は小アジアに亡命を余儀なくされる。アレクシオス4世は幽閉されていた父を助け出して復位させ、自らも第3代皇帝として即位し、父と共に共同統治を行いながら、王朝の再建を目指した。
しかし皮肉なことに、アレクシオス4世が父の救出と帝位奪還を目指して十字軍を莫大な資金を餌に味方にしたことは、その資金供出のために国民に重税という大きな負担を与えることとなった。これに対して貴族や国民は大いに反発し、1204年にイサキオス2世・アレクシオス4世親子は、貴族や国民の支持を得た皇族のアレクシオス5世ドゥーカスによって殺害されてしまった。

### 滅亡
アレクシオス5世はイサキオス2世親子を殺害した上で、アンゲロス王朝の第4代皇帝として即位した。ところが、アレクシオス5世に資金支払いの意思がないとみるや、第4回十字軍は再度コンスタンティノープルに侵攻して同地を占領・略奪し、アレクシオス5世を塔から突き落として殺害。その後、コンスタンティノス・ラスカリスが第5代皇帝となり、弟のテオドロスと共にコンスタンティノープル防衛に努めたが、十字軍の侵攻を防ぎきれずに小アジアに逃走してしまった。これにより、アンゲロス王朝、ひいては東ローマ帝国自体も完全に滅亡したのである。
その後、十字軍によりラテン帝国が建国された。これに対して東ローマ帝国の皇族は、各地に亡命政権（小アジア西部のニカイア帝国、小アジア北東部のトレビゾンド帝国、バルカン半島南西部のエピロス専制侯国など）を建国して、これに対抗している。なお東ローマ帝国が完全に再興されるのは、1261年のパレオロゴス朝のミカエル8世パレオロゴスの時代のことである。
なお、アンゲロス王朝の皇族で唯一生き残っていたアレクシオス3世は、娘婿のテオドロス1世ラスカリスがニカイア帝国の皇帝として即位すると、それを承認していることから、ニカイア帝国は東ローマ帝国の後継王朝とも言える。ちなみにアレクシオス3世はテオドロス1世から皇位を簒奪しようとしたが、失敗して幽閉され、1211年に死去した。

## 国政について
アンゲロス王朝は5代19年という短命王朝だったが、なぜそのような短命王朝となったのかと言われれば、二つの要因がある。ひとつは、前王朝のコムネノス王朝の負の遺産をそのまま引き継いでしまったこと（帝国財政・政治の破綻はすでにコムネノス王朝末期から表面化していた）、ひとつは歴代皇帝が全員無能で、帝国の危機を乗り切ることができるような人物が一人として現れなかったためである。
イサキオス2世などは、帝国財政再建のために官位を金銭で売買している。この結果、帝国では横領や不正が広まり、官僚機構の解体にまでつながってしまった。アレクシオス3世については言うまでもなく、暗愚の上に暴君である。アレクシオス4世に関しては、ある程度の実力を備えた人物だったという評価もあるが、若すぎたことやすでに帝国が破綻寸前にあったことなどから、もはや帝国滅亡は不可避の状況にあったのである。だが、何よりもアンゲロス王朝の滅亡を成したのは、アンゲロス王朝の皇族内部の内紛が原因だったといえる。歴代皇帝の全てが内紛を起こした結果、皇帝としての権威は地に堕ち、それが滅亡にまでつながったと言えるのである。

## アンゲロス王朝皇帝一覧
- イサキオス2世アンゲロス（1185年 - 1195年） : アレクシオス1世コムネノスの曾孫
- アレクシオス3世アンゲロス（1195年 - 1203年） : イサキオス2世の弟
- イサキオス2世アンゲロス（1203年） : 復位
- アレクシオス4世アンゲロス（1203年 - 1204年） : イサキオス2世の息子
- アレクシオス5世ドゥーカス“ムルヅフロス”（1204年）
- コンスタンティノス・ラスカリス（1204年）

## 系図
|  |  |                                              |                                              |                                              |                                              |                                              |                                              |  |  | コンスタンティノス・アンゲロス                                      | コンスタンティノス・アンゲロス                                      | コンスタンティノス・アンゲロス                                      | コンスタンティノス・アンゲロス                                      | コンスタンティノス・アンゲロス                                      | コンスタンティノス・アンゲロス                                      |  |  | テオドラ・コムネナ （アレクシオス1世コムネノス娘） | テオドラ・コムネナ （アレクシオス1世コムネノス娘） | テオドラ・コムネナ （アレクシオス1世コムネノス娘） | テオドラ・コムネナ （アレクシオス1世コムネノス娘） | テオドラ・コムネナ （アレクシオス1世コムネノス娘） | テオドラ・コムネナ （アレクシオス1世コムネノス娘） |  |  |                                          |                                          |                                          |                                          |                                          |                                          |              |              |                 |                 |                 |                 |                                                    |                                                    |                                                    |                                                    |                                                    |                                                    |                        |                        |                        |                        |  |  |            |            |            |            |            |            |  |  |                           |                           |                           |                           |                           |                           |  |  |
|  |  |                                              |                                              |                                              |                                              |                                              |                                              |  |  | コンスタンティノス・アンゲロス                                      | コンスタンティノス・アンゲロス                                      | コンスタンティノス・アンゲロス                                      | コンスタンティノス・アンゲロス                                      | コンスタンティノス・アンゲロス                                      | コンスタンティノス・アンゲロス                                      |  |  | テオドラ・コムネナ （アレクシオス1世コムネノス娘） | テオドラ・コムネナ （アレクシオス1世コムネノス娘） | テオドラ・コムネナ （アレクシオス1世コムネノス娘） | テオドラ・コムネナ （アレクシオス1世コムネノス娘） | テオドラ・コムネナ （アレクシオス1世コムネノス娘） | テオドラ・コムネナ （アレクシオス1世コムネノス娘） |  |  |                                          |                                          |                                          |                                          |                                          |                                          |              |              |                 |                 |                 |                 |                                                    |                                                    |                                                    |                                                    |                                                    |                                                    |                        |                        |                        |                        |  |  |            |            |            |            |            |            |  |  |                           |                           |                           |                           |                           |                           |  |  |
|  |  |                                              |                                              |                                              |                                              |                                              |                                              |  |  |                                                                     |                                                                     |                                                                     |                                                                     |                                                                     |                                                                     |  |  |                                                    |                                                    |                                                    |                                                    |                                                    |                                                    |  |  |                                          |                                          |                                          |                                          |                                          |                                          |              |              |                 |                 |                 |                 |                                                    |                                                    |                                                    |                                                    |                                                    |                                                    |                        |                        |                        |                        |  |  |            |            |            |            |            |            |  |  |                           |                           |                           |                           |                           |                           |  |  |
|  |  |                                              |                                              |                                              |                                              |                                              |                                              |  |  |                                                                     |                                                                     |                                                                     |                                                                     |                                                                     |                                                                     |  |  |                                                    |                                                    |                                                    |                                                    |                                                    |                                                    |  |  |                                          |                                          |                                          |                                          |                                          |                                          |              |              |                 |                 |                 |                 |                                                    |                                                    |                                                    |                                                    |                                                    |                                                    |                        |                        |                        |                        |  |  |            |            |            |            |            |            |  |  |                           |                           |                           |                           |                           |                           |  |  |
|  |  |                                              |                                              |                                              |                                              |                                              |                                              |  |  | アンドロニコス                                                      | アンドロニコス                                                      | アンドロニコス                                                      | アンドロニコス                                                      | アンドロニコス                                                      | アンドロニコス                                                      |  |  |                                                    |                                                    |                                                    |                                                    |                                                    |                                                    |  |  |                                          |                                          |                                          |                                          |                                          |                                          |              |              |                 |                 |                 |                 |                                                    |                                                    |                                                    |                                                    | ヨハネス・ドゥーカス                               | ヨハネス・ドゥーカス                               | ヨハネス・ドゥーカス   | ヨハネス・ドゥーカス   | ヨハネス・ドゥーカス   | ヨハネス・ドゥーカス   |  |  |            |            |            |            |            |            |  |  |                           |                           |                           |                           |                           |                           |  |  |
|  |  |                                              |                                              |                                              |                                              |                                              |                                              |  |  | アンドロニコス                                                      | アンドロニコス                                                      | アンドロニコス                                                      | アンドロニコス                                                      | アンドロニコス                                                      | アンドロニコス                                                      |  |  |                                                    |                                                    |                                                    |                                                    |                                                    |                                                    |  |  |                                          |                                          |                                          |                                          |                                          |                                          |              |              |                 |                 |                 |                 |                                                    |                                                    |                                                    |                                                    | ヨハネス・ドゥーカス                               | ヨハネス・ドゥーカス                               | ヨハネス・ドゥーカス   | ヨハネス・ドゥーカス   | ヨハネス・ドゥーカス   | ヨハネス・ドゥーカス   |  |  |            |            |            |            |            |            |  |  |                           |                           |                           |                           |                           |                           |  |  |
|  |  |                                              |                                              |                                              |                                              |                                              |                                              |  |  |                                                                     |                                                                     |                                                                     |                                                                     |                                                                     |                                                                     |  |  |                                                    |                                                    |                                                    |                                                    |                                                    |                                                    |  |  |                                          |                                          |                                          |                                          |                                          |                                          |              |              |                 |                 |                 |                 |                                                    |                                                    |                                                    |                                                    |                                                    |                                                    |                        |                        |                        |                        |  |  |            |            |            |            |            |            |  |  |                           |                           |                           |                           |                           |                           |  |  |
|  |  | エイレーネ （アンドロニコス1世コムネノス娘） | エイレーネ （アンドロニコス1世コムネノス娘） | エイレーネ （アンドロニコス1世コムネノス娘） | エイレーネ （アンドロニコス1世コムネノス娘） | エイレーネ （アンドロニコス1世コムネノス娘） | エイレーネ （アンドロニコス1世コムネノス娘） |  |  | イサキオス2世                                                       | イサキオス2世                                                       | イサキオス2世                                                       | イサキオス2世                                                       | イサキオス2世                                                       | イサキオス2世                                                       |  |  | マルガレーテ・マリア （ハンガリー王ベーラ3世娘）   | マルガレーテ・マリア （ハンガリー王ベーラ3世娘）   | マルガレーテ・マリア （ハンガリー王ベーラ3世娘）   | マルガレーテ・マリア （ハンガリー王ベーラ3世娘）   | マルガレーテ・マリア （ハンガリー王ベーラ3世娘）   | マルガレーテ・マリア （ハンガリー王ベーラ3世娘）   |  |  | テオドラ ＝モンフェラート侯コンラート1世 | テオドラ ＝モンフェラート侯コンラート1世 | テオドラ ＝モンフェラート侯コンラート1世 | テオドラ ＝モンフェラート侯コンラート1世 | テオドラ ＝モンフェラート侯コンラート1世 | テオドラ ＝モンフェラート侯コンラート1世 |              |              | アレクシオス3世 | アレクシオス3世 | アレクシオス3世 | アレクシオス3世 | アレクシオス3世                                    | アレクシオス3世                                    |                                                    |                                                    | エピロス専制公                                     | エピロス専制公                                     | エピロス専制公         | エピロス専制公         | エピロス専制公         | エピロス専制公         |  |  |            |            |            |            |            |            |  |  |                           |                           |                           |                           |                           |                           |  |  |
|  |  | エイレーネ （アンドロニコス1世コムネノス娘） | エイレーネ （アンドロニコス1世コムネノス娘） | エイレーネ （アンドロニコス1世コムネノス娘） | エイレーネ （アンドロニコス1世コムネノス娘） | エイレーネ （アンドロニコス1世コムネノス娘） | エイレーネ （アンドロニコス1世コムネノス娘） |  |  | イサキオス2世                                                       | イサキオス2世                                                       | イサキオス2世                                                       | イサキオス2世                                                       | イサキオス2世                                                       | イサキオス2世                                                       |  |  | マルガレーテ・マリア （ハンガリー王ベーラ3世娘）   | マルガレーテ・マリア （ハンガリー王ベーラ3世娘）   | マルガレーテ・マリア （ハンガリー王ベーラ3世娘）   | マルガレーテ・マリア （ハンガリー王ベーラ3世娘）   | マルガレーテ・マリア （ハンガリー王ベーラ3世娘）   | マルガレーテ・マリア （ハンガリー王ベーラ3世娘）   |  |  | テオドラ ＝モンフェラート侯コンラート1世 | テオドラ ＝モンフェラート侯コンラート1世 | テオドラ ＝モンフェラート侯コンラート1世 | テオドラ ＝モンフェラート侯コンラート1世 | テオドラ ＝モンフェラート侯コンラート1世 | テオドラ ＝モンフェラート侯コンラート1世 |              |              | アレクシオス3世 | アレクシオス3世 | アレクシオス3世 | アレクシオス3世 | アレクシオス3世                                    | アレクシオス3世                                    |                                                    |                                                    | エピロス専制公                                     | エピロス専制公                                     | エピロス専制公         | エピロス専制公         | エピロス専制公         | エピロス専制公         |  |  |            |            |            |            |            |            |  |  |                           |                           |                           |                           |                           |                           |  |  |
|  |  |                                              |                                              |                                              |                                              |                                              |                                              |  |  |                                                                     |                                                                     |                                                                     |                                                                     |                                                                     |                                                                     |  |  |                                                    |                                                    |                                                    |                                                    |                                                    |                                                    |  |  |                                          |                                          |                                          |                                          |                                          |                                          |              |              |                 |                 |                 |                 |                                                    |                                                    |                                                    |                                                    |                                                    |                                                    |                        |                        |                        |                        |  |  |            |            |            |            |            |            |  |  |                           |                           |                           |                           |                           |                           |  |  |
|  |  |                                              |                                              |                                              |                                              |                                              |                                              |  |  |                                                                     |                                                                     |                                                                     |                                                                     |                                                                     |                                                                     |  |  |                                                    |                                                    |                                                    |                                                    |                                                    |                                                    |  |  |                                          |                                          |                                          |                                          |                                          |                                          |              |              |                 |                 |                 |                 |                                                    |                                                    |                                                    |                                                    |                                                    |                                                    |                        |                        |                        |                        |  |  |            |            |            |            |            |            |  |  |                           |                           |                           |                           |                           |                           |  |  |
|  |  | アレクシオス4世                              | アレクシオス4世                              | アレクシオス4世                              | アレクシオス4世                              | アレクシオス4世                              | アレクシオス4世                              |  |  | エイレーネ 1＝シチリア王ルッジェーロ3世 2＝神聖ローマ皇帝フィリップ | エイレーネ 1＝シチリア王ルッジェーロ3世 2＝神聖ローマ皇帝フィリップ | エイレーネ 1＝シチリア王ルッジェーロ3世 2＝神聖ローマ皇帝フィリップ | エイレーネ 1＝シチリア王ルッジェーロ3世 2＝神聖ローマ皇帝フィリップ | エイレーネ 1＝シチリア王ルッジェーロ3世 2＝神聖ローマ皇帝フィリップ | エイレーネ 1＝シチリア王ルッジェーロ3世 2＝神聖ローマ皇帝フィリップ |  |  | コンスタンティノス・ラスカリス                     | コンスタンティノス・ラスカリス                     | コンスタンティノス・ラスカリス                     | コンスタンティノス・ラスカリス                     | コンスタンティノス・ラスカリス                     | コンスタンティノス・ラスカリス                     |  |  | テオドロス1世ラスカリス ニカイア皇帝     | テオドロス1世ラスカリス ニカイア皇帝     | テオドロス1世ラスカリス ニカイア皇帝     | テオドロス1世ラスカリス ニカイア皇帝     | テオドロス1世ラスカリス ニカイア皇帝     | テオドロス1世ラスカリス ニカイア皇帝     |              |              | アンナ          | アンナ          | アンナ          | アンナ          | アンナ                                             | アンナ                                             |                                                    |                                                    | イサキオス・コムネノス                             | イサキオス・コムネノス                             | イサキオス・コムネノス | イサキオス・コムネノス | イサキオス・コムネノス | イサキオス・コムネノス |  |  | エウドキア | エウドキア | エウドキア | エウドキア | エウドキア | エウドキア |  |  | アレクシオス5世ドゥーカス | アレクシオス5世ドゥーカス | アレクシオス5世ドゥーカス | アレクシオス5世ドゥーカス | アレクシオス5世ドゥーカス | アレクシオス5世ドゥーカス |  |  |
|  |  | アレクシオス4世                              | アレクシオス4世                              | アレクシオス4世                              | アレクシオス4世                              | アレクシオス4世                              | アレクシオス4世                              |  |  | エイレーネ 1＝シチリア王ルッジェーロ3世 2＝神聖ローマ皇帝フィリップ | エイレーネ 1＝シチリア王ルッジェーロ3世 2＝神聖ローマ皇帝フィリップ | エイレーネ 1＝シチリア王ルッジェーロ3世 2＝神聖ローマ皇帝フィリップ | エイレーネ 1＝シチリア王ルッジェーロ3世 2＝神聖ローマ皇帝フィリップ | エイレーネ 1＝シチリア王ルッジェーロ3世 2＝神聖ローマ皇帝フィリップ | エイレーネ 1＝シチリア王ルッジェーロ3世 2＝神聖ローマ皇帝フィリップ |  |  | コンスタンティノス・ラスカリス                     | コンスタンティノス・ラスカリス                     | コンスタンティノス・ラスカリス                     | コンスタンティノス・ラスカリス                     | コンスタンティノス・ラスカリス                     | コンスタンティノス・ラスカリス                     |  |  | テオドロス1世ラスカリス ニカイア皇帝     | テオドロス1世ラスカリス ニカイア皇帝     | テオドロス1世ラスカリス ニカイア皇帝     | テオドロス1世ラスカリス ニカイア皇帝     | テオドロス1世ラスカリス ニカイア皇帝     | テオドロス1世ラスカリス ニカイア皇帝     |              |              | アンナ          | アンナ          | アンナ          | アンナ          | アンナ                                             | アンナ                                             |                                                    |                                                    | イサキオス・コムネノス                             | イサキオス・コムネノス                             | イサキオス・コムネノス | イサキオス・コムネノス | イサキオス・コムネノス | イサキオス・コムネノス |  |  | エウドキア | エウドキア | エウドキア | エウドキア | エウドキア | エウドキア |  |  | アレクシオス5世ドゥーカス | アレクシオス5世ドゥーカス | アレクシオス5世ドゥーカス | アレクシオス5世ドゥーカス | アレクシオス5世ドゥーカス | アレクシオス5世ドゥーカス |  |  |
|  |  |                                              |                                              |                                              |                                              |                                              |                                              |  |  |                                                                     |                                                                     |                                                                     |                                                                     |                                                                     |                                                                     |  |  |                                                    |                                                    |                                                    |                                                    |                                                    |                                                    |  |  |                                          |                                          |                                          |                                          |                                          |                                          |              |              |                 |                 |                 |                 |                                                    |                                                    |                                                    |                                                    |                                                    |                                                    |                        |                        |                        |                        |  |  |            |            |            |            |            |            |  |  |                           |                           |                           |                           |                           |                           |  |  |
|  |  |                                              |                                              |                                              |                                              |                                              |                                              |  |  |                                                                     |                                                                     |                                                                     |                                                                     |                                                                     |                                                                     |  |  |                                                    |                                                    |                                                    |                                                    |                                                    |                                                    |  |  |                                          |                                          |                                          |                                          | ニカイア皇帝                             | ニカイア皇帝                             | ニカイア皇帝 | ニカイア皇帝 | ニカイア皇帝    | ニカイア皇帝    |                 |                 | テオドラ・アンゲリナ ＝オーストリア公レオポルト6世 | テオドラ・アンゲリナ ＝オーストリア公レオポルト6世 | テオドラ・アンゲリナ ＝オーストリア公レオポルト6世 | テオドラ・アンゲリナ ＝オーストリア公レオポルト6世 | テオドラ・アンゲリナ ＝オーストリア公レオポルト6世 | テオドラ・アンゲリナ ＝オーストリア公レオポルト6世 |                        |                        |                        |                        |  |  |            |            |            |            |            |            |  |  |                           |                           |                           |                           |                           |                           |  |  |

## 出展
- Kazhdan, Alexander, ed. (1991). The Oxford Dictionary of Byzantium (英語). Oxford and New York: Oxford University Press. ISBN 0-19-504652-8。
- Varzos, Konstantinos (1984). Η Γενεαλογία των Κομνηνών [The Genealogy of the Komnenoi] (PDF) (ギリシャ語). Vol. A. Thessaloniki: Centre for Byzantine Studies, University of Thessaloniki. OCLC 834784634。